# Mali na Letních olympijských hrách 2008
Mali se zúčastnito Letních olympijských her 2008 ve 4 sportech. Zastupovalo ho 17 sportovců. Celkem to byla jedenáctá účast Mali na letních olympijských hrách.

## Basketbal
Fatoumata Bagayoko, Nagnouma Coulibaly, Mariatou Diarra, Diéné Diawara, Diana Leo Gandega, Kadiatou Kanoute, Hamchétou Maiga, Aminata Sinita, Djenebou Sissoko, Meiya Tirera, Kadiatou Toure, Nassira Traore

## Lehká atletika
Ibrahima Maïga, Kadiatou Camara

## Plavání
Mohamed Coulibaly, Mariam Keita

## Taekwondo
Daba Modibo Keita